# Heerema Groep
Heerema Marine Contractors (HMC) is een Nederlands bedrijf gespecialiseerd in het ontwerpen, bouwen, installeren en vervoeren van offshore-faciliteiten voor de olie- en gasindustrie.

## Activiteiten
De Heerema Groep bestaat uit twee onafhankelijke, maar elkaar aanvullende divisies:
- Heerema Marine Contractors: installatie van offshore platforms wereldwijd.
- Heerema Fabrication Group: bouwer van offshore-installaties en heeft werven in Vlissingen en Polen.

Tezamen hebben deze twee divisies wereldwijd zo'n 1.000 medewerkers in dienst. Met de omzet als maatstaf is Marine Contractors ongeveer driemaal groter dan Fabrication.

### Kantoren
De Heerema Groep heeft meerdere kantoren in onder andere Leiden, Genève en Luxemburg, waarin de algemene gecentraliseerde zaken worden geregeld voor het hele bedrijf. De divisies beschikken verder over verschillende productie- en kantoorlocaties over de gehele wereld.

## Geschiedenis

### Constructora Heerema
In 1948 richtte de Nederlandse ingenieur Pieter Schelte Heerema het bedrijf op. Hij deed dit nabij Maracaibo in Venezuela, nadat hij door zijn niet onbesproken verleden in de Tweede Wereldoorlog - Pieter Schelte Heerema was lid van de Waffen-SS - uit Nederland gevlucht was. Heerema was op dat moment gespecialiseerd in het bouwen en installeren van boorplatformen voor de olieindustrie. Tot 1960 werden er vele boorplatformen, kades, betonnen pieren en bruggen gebouwd door Heerema in en rondom het Meer van Maracaibo.

### Heerema Marine Contractors
Na 1960 ging Heerema zich als Heerema Engineering Services richten op de olie- en gasindustrie in de Noordzee. Dit was een grote uitdaging voor het bedrijf, aangezien het op de Noordzee regelmatig zwaar weer is. Door efficiënte en stabiele kraanschepen te gebruiken kon Heerema grotere offshore-units in één keer plaatsen, waardoor er minder units nodig waren en de platformen sneller in productie waren. In 1963 liet Heerema een Noorse tanker, de Sunnaas, ombouwen tot het eerste kraanschip - met een capaciteit van 300 ton - in de offshore dat een echte scheepsvorm had, waarna het werd omgedoopt tot de Global Adventurer. Dit type kraanschip was beter geschikt voor de weersomstandigheden op de Noordzee dan de bakken die tot dan in de Golf van Mexico werden gebruikt.
In 1978 kwam Heerema met de eerste half afzinkbare kraanschepen, de Balder en de Hermod. Met deze schepen kon het werk ook bij slechter weer doorgang vinden.

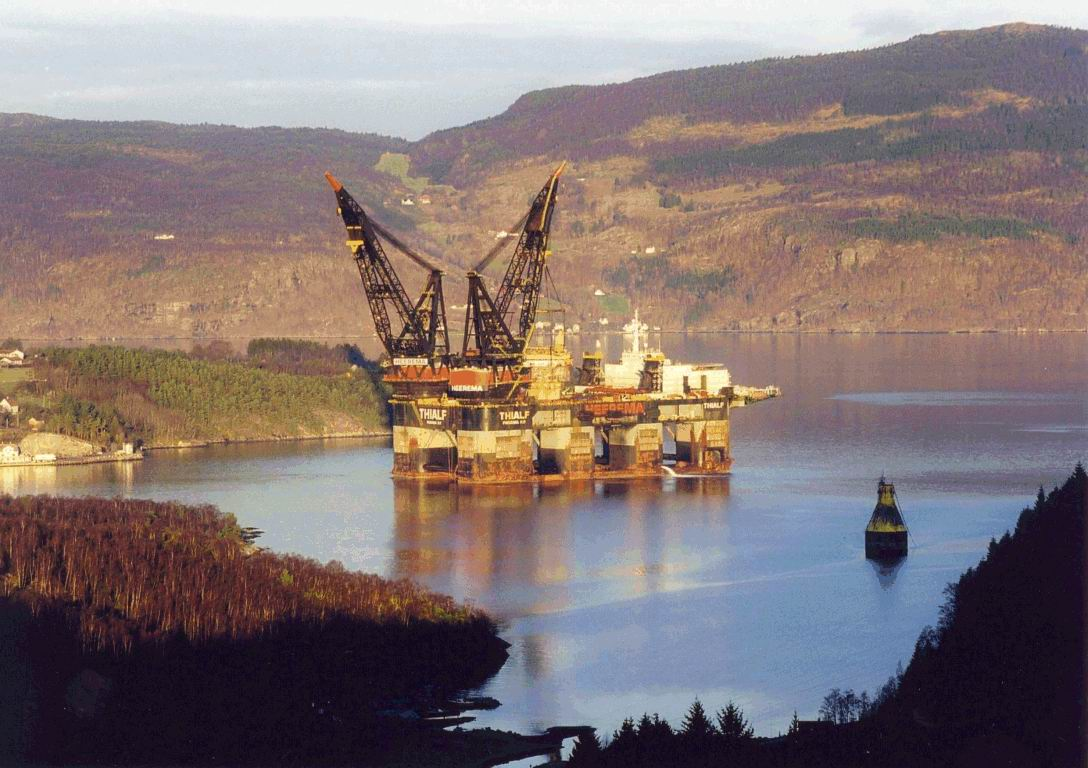
De Thialf in Noors fjord met Fulmar SALM (Single Anchor Leg Mooring) boei

1997 was een jaar van verdere expansie voor Heerema: de in 1988 opgerichte joint venture Heeremac werd opgeheven en Heerema kwam in het bezit van het half-afzinkbare kraanschip DB-102 - het grootste kraanschip ter wereld - van joint venture-partner McDermott, dat werd omgedoopt naar Thialf. Hiermee had Heerema nu drie van de vijf op de wereld bestaande half-afzinkbare kraanschepen in bezit.
In juli 2008 ontving Heerema een opdracht ter waarde van US$ 1 miljard van BP. Het betrof het volledige traject van ontwerp tot installatie van pijpleidingsprojecten voor de kust van Angola.

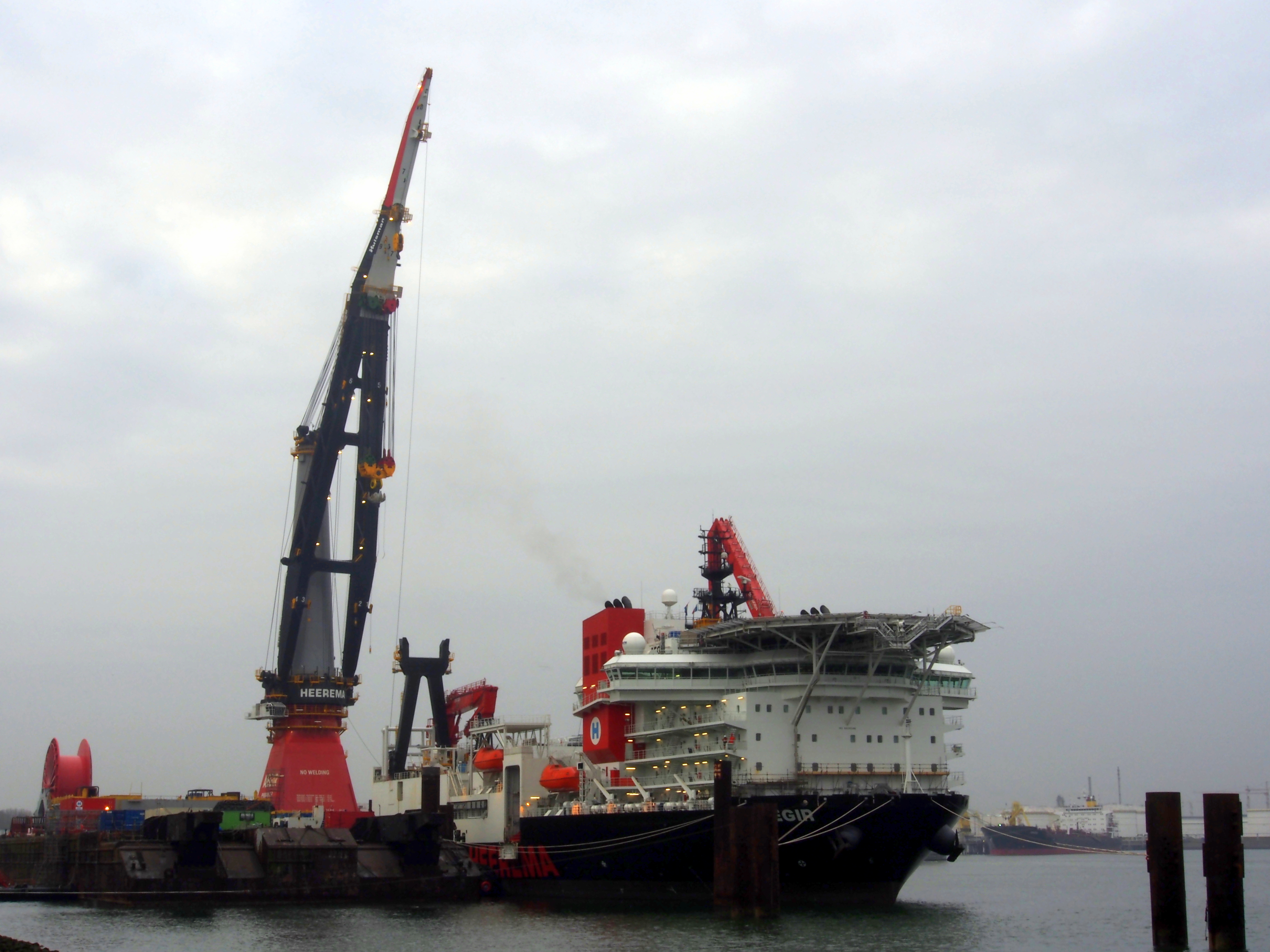
Aegir

In 2013 kwam de Aegir in de vaart. In tegenstelling tot de andere kraanschepen is dit niet halfafzinkbaar, maar een monohull. Het is een diepwaterconstructieschip en kan worden gebruikt als kraanschip en pijpenlegger. Aan boord is er een hoofdkraan die een gewicht van 4000 ton kan heffen met een radius van 40 meter. Pijpen worden gelegd met behulp van de J-lay-toren of het reelsysteem en het schip is ontworpen om te werken tot een diepte van 3500 meter.
In april 2014 verkreeg Heerema met alliantiepartner Technip van Total de grootste opdracht tot dan toe, Kaombo met een waarde van $ 3,5 miljard. Het betrof opnieuw een project voor de kust van Angola.
In 2015 gaf Heerema Jurong Shipyard in Singapore opdracht voor de bouw van een nieuw kraanschip. Deze Sleipnir is een halfafzinkbaar kraanschip met twee kranen van elk 10.000 ton. Het schip is sneller dan oudere SSCV’s waardoor het in kortere tijd van werkgebied kan wisselen. De bouw ervan vergde een investering van meer dan een miljard euro. Het kraanschip is 220 meter lang en 102 meter breed en kwam in 2019 in de vaart.
In april 2018 meldde HMC te stoppen met de installatie van offshore pijpleidingen. Er was veel overcapaciteit in deze markt waardoor de vooruitzichten ongunstig waren. Als gevolg hiervan kwamen zo’n 350 arbeidsplaatsen te vervallen en zal de Aegir uit 2012 worden omgebouwd tot kraanschip. In oktober 2017 was al een banenreductie aangekondigd van 200 kantoorbanen en 50 plekken op de schepen. Na deze reorganisaties bleven ongeveer 850 medewerkers over.

### Schepen
| Schip             | Oplevering | Capaciteit                    | Uit dienst | Verder als               | IMO     |
| ----------------- | ---------- | ----------------------------- | ---------- | ------------------------ | ------- |
| Global Adventurer | 1963       | 250 shortton                  | 1966       | Naar Brown & Root        | 5424031 |
| Challenger        | 1969       | 800 shortton                  | 1987       | Gesloopt                 | 5267902 |
| Champion          | 1972       | 1200 shortton                 | 1990       | Naar McDermott als DB 32 | 7327768 |
| Thor              | 1973       | 2000 shortton                 | 1989       | Naar McDermott als DB 52 | 8626898 |
| Odin              | 1976       | 3000 shortton                 | 1989       | Naar McDermott als DB 51 | 5024570 |
| Balder            | 1978       | 2000 + 3000 shortton          |            |                          | 7710226 |
| Hermod            | 1978       | 2000 + 3000 shortton          | 2017       | Gesloopt                 | 7710214 |
| Thialf            | 1997       | 6000 + 6000 metrische ton     |            |                          | 8757740 |
| Aegir             | 2012       | 4000 metrische ton            |            |                          | 9605396 |
| Sleipnir          | 2019       | 10.000 + 10.000 metrische ton |            |                          | 9781425 |

### Heerema Fabrication Group
In de tachtiger jaren daalden de olieprijzen sterk en wachtten de bedrijven met het investeren in olieplatformen: Heerema zou hierdoor inkomsten mislopen. Dit probleem werd opgelost door het uitbreiden van het dienstenaanbod van het bedrijf. Heerema besloot zich ook te richten op de daadwerkelijke bouw van offshore-units. Speciaal hiervoor nam men een fabricagewerf in Vlissingen over en in 1990 het Nederlandse staalconstructiebedrijf Grootint Zwijndrecht. In 1990 werd tevens de Heerema Fabrication Group-divisie opgericht om het volledige productieproces in onder te brengen.
In november 2016 maakte Heerema Fabrication Group bekend dat ruim de helft van de 770 arbeidsplaatsen moest verdwijnen. Eerder waren al de werven Dordrecht, Great Yarmouth (Verenigd Koninkrijk) en Tonsberg (Noorwegen) gesloten. In Nederland verdwenen 350 van de ruim 500 banen en in het buitenland nog eens honderd functies. Alle vier de werven bleven aanvankelijk open omdat elke productielocatie zijn eigen specialismen had. Door de lage olieprijs kreeg het bedrijf echter te weinig opdrachten en Heerema verwachtte niet dat de vraag naar installaties voor de olie- en gasindustrie binnen afzienbare tijd zou aantrekken. In 2019 en 2020 werden daarom de werven in Zwijndrecht en Hartlepool gesloten en de terreinen verkocht.

## Publicaties
- Boudewijn Pothoven & Matthijs Dicke: Een eigen koers. 50 jaar Heerema Marine Contractors. Rotterdam, De Tijdgeest, 2012. ISBN 9789081974837
- Tommy Wieringa, Nirwana, De Bezige Bij, 2023. ISBN 9789403132877 Kritische roman gebaseerd op geschiedenis van Heerema.